# 現代科学講座
現代科学講座（げんだいかがくこうざ）は、1965年4月10日から1969年3月までNHK教育テレビで放送されたテレビ番組である。

## 概要
現代人にとって必要な科学知識を、社会生活との関連において総合的に把握するための科学講座番組であった。

## 放送時間
- 1965年4月 - 1966年3月：土曜日 20:00 - 21:00／金曜日 16:00 - 17:00
- 1966年4月 - 1967年3月：日曜日 20:00 - 21:00／金曜日 16:00 - 17:00
- 1967年4月 - 1969年3月：日曜日 19:00 - 20:00／月曜日 16:00 - 17:00

## 出演者
高山英華、鈴木馨、岸田純之助、渡辺茂、下河辺淳、高橋裕

## 講座内容

### 1965年度
- 文明をもった生物
- 100億の脳の細胞
- 機械と人間
- 集団の生態
- 組織と情報
- 組織と人間
- 現代都市の設計
- 都市と交通
- 都市と環境
- 技術革新と日本
- 国土と開発
- 科学と現代

### 1966年度「21世紀への設計」
- 国民生活の基礎
- 国土開発の条件
- あすのくらし
- 21世紀の提言

### 1967年度「情報の科学」
- 経営と情報
- 科学工学
- 通信と情報
- コンピューター工学
- 生物と情報
- 社会活動と情報
- 情報科学の開拓者
- 総集編

### 1968年度「技術新時代」
- 激化する国際競争
- 岐路に立つ日本
- 自主技術の進路
- 壁と突破口
- 研究開発の手法
- 技術革新と経済

### 1969年3月「まとめ」
- 管理社会と技術
- 技術開発と公害
- 技術教育の方向
- 世界企業と技術
- 巨大科学と国家